# Bonnie Mealing
Philomena Alecia „Bonnie“ Mealing, verh. Johnston, (* 28. August 1912 in Woolloomooloo; † 1. Januar 2002 in Sydney) war eine australische Schwimmerin. Bei den Olympischen Spielen 1932 errang sie eine Silbermedaille über 100 Meter Rücken.
Bonnie Mealing wuchs in ihrem Geburtsort Woolloomooloo und später in Coogee als eins von sieben Kindern der Familie auf und lernte gemeinsam mit ihren Geschwistern das Schwimmen. Ihre Schwester Mattie gewann erste Titel, wurde aber dann von ihrer Schwester geschlagen. Im Alter von 15 Jahren und nach nur einem Jahr ernsthaftem Training wurde Bonnie Mealing 1928 für die australische Mannschaft für die Olympischen Spiele in Amsterdam nominiert. Die dreimonatige Anreise ohne Trainingsmöglichkeiten war strapaziös; sie erkrankte und nahm zu. Sie startete über 100 Meter Freistil sowie über 200 Meter Rücken, schied aber in beiden Disziplinen schon in der ersten Runde aus, weshalb sie von australischen Journalisten stark kritisiert wurde.
In der Folge konzentrierte sich Mealing auf das Rückenschwimmen und stellte am 27. Februar 1930 in Sydney über 100 Meter mit 1:20,6 Minuten einen neuen Weltrekord auf. Trotzdem wurde sie nicht für die British Empire Games 1930 nominiert. Bei den Olympischen Spielen 1932 in Los Angeles errang sie die Silbermedaille über 100 Meter Rücken hinter der US-Amerikanerin Eleanor Holm. Im Jahr darauf stellte sie erneut einen Weltrekord auf, der aber inoffiziell war. Der australische Sportstar Reginald Baker lobte damals in einem Zeitungsartikel ihren exzellenten Schwimmstil. 1934 beendete sie ihre Karriere als Schwimmerin. Zu diesem Zeitpunkt hielt sie alle Landes- und Bundesstaatsrekorde über 100 und 150 Yards, 100 Meter, 200 und 400 Meter.
1996 wurde Bonnie Mealing in die Sport Australia Hall of Fame aufgenommen und ebenso in der NSW Hall of Champions geehrt. Sie starb im Alter von 89 Jahren. Zum Zeitpunkt ihres Todes war sie die älteste noch lebende Teilnehmerin der Olympischen Spiele von 1928 und die älteste noch lebende Medaillengewinnerin der Spiele 1932.